# Andrés de Santa Cruz
Andrés de Santa Cruz y Calahumana, född 30 november 1792, död 25 september 1865, var en boliviansk general och politiker som tjänstgjorde som Perus interimistiska president 1827, Perus interimspresident från 1836 till 1838 och sjätte Bolivias president från 1829 till 1839. Han tjänstgjorde också som högsta beskyddare av den kortlivade Peru-bolivianska konfederationen från 1836 till 1839, en politisk enhet skapad främst genom hans personliga ansträngningar.

## Första åren och utbildning
Santa Cruz föddes den 30 november 1792 i staden Huarina, La Paz, Bolivia. Hans far var José Santa Cruz y Villavicencio (spanjor), och hans mor Juana Basilia Calahumana, en Aymara-kvinna från staden Huarina. Under senare år skulle Andrés de Santa Cruz hävda att han genom sin mor härstammade direkt från Inkahärskare. Han började sina studier i sin hemstad vid San Francisco-konventet, och fortsatte sedan vid seminariet San Antonio Abad i staden Cusco, Peru. 1809 återvände han till La Paz.

## Militär karriär
När Santa Cruz kommit hem, skrev hans far in honom som fänrik i Dragones de Apolobamba, ett regementet i den spanska armén. Som sådan deltog han i striderna vid Guaqui (20 juli 1811), Vilcapugio (1 oktober 1813) och Ayohuma (14 november 1813). Det senare resulterade i ett nederlag för de argentinska oberoende styrkorna som försökte befria Övre Peru (dagens Bolivia) från spanskt styre. Santa Cruz deltog också i de spanska koloniala kampanjerna för att undertrycka upproret av Mateo Pumacahua (1814–1815), vilket ytterligare visade hans lojalitet mot den spanska kronan. Hans lycka tog slut vid slaget vid La Tablada (15 april 1817), där han tillfångatogs och fördes som krigsfånge till Buenos Aires. Han lyckades fly, först till Rio de Janeiro och sedan till Lima. Som en belöning utsågs han till commander för Chorrillos.

## Självständighetskriget
Vid tidpunkten för landstigningen av rebellarmén av José de San Martín på den peruanska kusten, var Santa Cruz befälhavare för milisstyrkor i regionen Huarochirí. I den positionen kämpade han mot rebellerna i slaget vid Pasco (6 december 1820), men royalisterna besegrades och Santa Cruz tillfångatogs. Förd till San Martíns högkvarter vid Huaura, bestämde han sig för att byta sida och gick med i patriotarmén (8 januari 1821). Santa Cruz steg snabbt upp och nådde den militära graden som överste senare samma år och brigadgeneral 1822 för att leda peruanska trupper vid slaget vid Pichincha (24 maj 1822).
Han gjorde uppror mot den peruanska kongressen den 26 februari 1823 och tvingade den att välja José de la Riva Agüero till president. Som befälhavare för en peruansk armé ockuperade Santa Cruz hamnen i Arica och besegrade en rojalistisk armé vid slaget vid Zepita (27 augusti 1823). Han misslyckades med att utnyttja sin seger och drog sig hastigt tillbaka.
När Simón Bolívar övertog presidentskapet i Peru (17 februari 1824), gick Santa Cruz med i hans armé och utnämndes till stabschef för den peruanska divisionen. Som stabschef deltog han i slaget vid Junín (6 augusti 1824). Efteråt utsågs han till prefekt för Ayacucho, och sedan stabschef för patriotarmén under kampanjen för befrielse av Bolivia. Som belöning för sina handlingar fick Santa Cruz titeln marskalk och prefekt för departmentet Chuquisaca i Bolivia i april 1825.
Utnämnd till president för regeringsrådet i Lima var han ansvarig för den peruanska regeringen efter att Bolívar återvänt till Storcolombia den 4 september 1826, fram till kollapsen för den bolivarienska regimen i Peru den 27 januari 1827. Santa Cruz övertog tillfälligt posten som president fram till den 9 juni 1827, då José La Mar valdes av kongressen.

## Bolivias president
Avsatt från makten utsågs Santa Cruz till peruansk ambassadör i Chile, men återkallades till Bolivia där han hade utropats till president. Han svors in den 24 maj 1829, och fann ett land drabbat av endemiska inre störningar och mycket nära att gå i konkurs. Åtgärder som vidtogs för att lösa dessa problem var att rensa ut konspiratörer, reformera och stärka armén, reformera byråkratin, reformera offentliga finanser, utfärda ny valuta, utfärda en ny konstitution, utfärda en ny civillagstiftning baserat på Code Napoléon samt utse Cobija som frihamn. Den auktoritära regim som infördes av Santa Cruz skapade stabilitet för Bolivia vid en tidpunkt då de flesta länder i Latinamerika stod inför utbredda oroligheter. Dessutom utgjorde det en solid bas för att driva hans huvudprojekt, Peru-bolivianska konfederationen.

## Peru-bolivianska konfederationen

Peru-bolivianska konfederationens flagga.

Som Bolivias president igångsatte Santa Cruz flera misslyckade komplotter för att uppnå en politisk union med Peru och utnyttjade det landets kroniska politiska oro. Hans bästa tillfälle kom 1835 när Perus president Luis José de Orbegoso bad om hjälp för att bekämpa rebellarmén som leddes av Felipe Santiago Salaverry. Santa Cruz besegrade den peruanske caudillon Agustín Gamarra vid slaget vid Yanacocha (13 augusti 1835) och Salaverry vid slaget vid Uchumayo (4 februari 1836), efter vilket han fick Salaverry summariskt avrättad.
På initiativ av Santa Cruz sammankallades en kongress för de södra peruanska departementen (Arequipa, Ayacucho, Cusco och Puno) i Sicuani och förklarade upprättandet av republiken Södra Peru (17 mars 1836). Ett liknande möte hölls i Huaura där de norra departementen hade samlats (La Libertad, Lima, Huaylas (Áncash), Amazonas och Junín). Den 11 augusti 1836 upprättades Republiken Nordperu. Båda erkände Santa Cruz som statens högsta beskyddare med omfattande befogenheter, vilket gjorde det möjligt för honom att skapa Peru-bolivianska konfederationen den 28 oktober 1836. Han kallade in till staden Tacna de lagstiftande representanterna för båda parterna tillsammans med Bolivias nationella kongress. De samlades i Tapacarí för att upprätta en konstitution för den nya staten. Under hans ledning undertecknade de en pakt den 1 maj 1837, som gav honom namnet Högste beskyddare för en tioårsperiod.
Med sina avsevärda befogenheter försökte Santa Cruz upprätta i Peru samma typ av auktoritär ordning som han hade infört i Bolivia. Han utfärdade en civillag, en strafflagstiftning, en handelsförordning, en tullförordning och omorganiserade uppbördsförfaranden som möjliggjorde en ökning av statens intäkter samtidigt som utgifterna begränsades. Konfederationen skapade motstånd bland flera grupper i båda länderna, som ogillade ”utspädningen” av de nationella identiteterna. Ett stort antal peruanska politiker som var emot idén om förbundet flydde till Chile, där de fick stöd från den mäktige Diego Portales. Tillsammans samlade de en militär expedition mot Santa Cruz, ledd av amiral Manuel Blanco Encalada, men de omringades av Santa Cruz och var tvungna att kapitulera genom Paucarpatafördraget, undertecknat den 17 november 1837. Den chilenska regeringen organiserade en andra expedition, som besegrade Santa Cruz vid slaget vid Yungay (20 januari 1839) och framtvingade upplösningen av förbundet.